# Gatto nero, gatto bianco
Gatto nero, gatto bianco (Crna mačka, beli mačor) è un film del 1998 diretto da Emir Kusturica.
È un affresco grottesco sull'edonismo e l'allegria della popolazione gitana, con gag basate sui parossismi delle sue usanze.
La traduzione letterale del titolo è Gatta nera, gattone bianco; i due gatti compaiono in alcune scene, simboli del contrasto tra i personaggi: la coppia Zare-Ida, uno bruno e sognatore, l'altra bionda e pratica, ma anche la coppia Afrodita-Grga, una piccola coraggiosa, l'altro grosso e idealista.

## Trama
La trama è grottesca, fitta di personaggi gitani caratteristici, vari simboli metaforici ed episodi espressivi di dinamismo e gaiezza. Il filo delle vicende è il desiderio di quattro giovani di fuggire il promesso matrimonio, rincorrendo l'anima gemella attraverso un carosello di avventure buffonesche.
Grga Pitić, un magnate delle discariche, e Zarije, orgoglioso proprietario di una cava, sono grandi amici pur non vedendosi da oltre venticinque anni. Il figlio di Zarije, Matko, è un buono a nulla; incapace di chiedere aiuto a suo padre si rivolge a Grga per farsi prestare del denaro e concludere un affare. Successivamente coinvolge anche Dadan Karambolo, il boss dei gangster gitani, che immancabilmente lo raggira. Il piano fallisce e Matko deve pagare un pegno a Dadan: suo figlio Zare deve sposare la sorella di Dadan, Afrodita, quando invece è innamorato di Ida.

## Personaggi
- Afrodita (Salija Ibraimova) detta anche Bubamara (Coccinella), la minuta sorella di Dadan, promessa sposa di Zare, ma innamorata di Grga Veliki
- Dadan Karambolo (Srđan Todorović), re dei gangster gitani
- Grga Veliki (Jašar Destani), nipote di Pitić, uomo altissimo che si innamora di Afrodita
- Grga Pitić (Sabri Sulejmani), padrino gitano magnate delle discariche
- Grga Mali (Adnan Bekir)
- Ida, la cameriera (Branka Katić), di cui si innamora Zare
- Matko Destanov (Bajram Severdžan), figlio di Zarjie ed amico di Dadan
- Obelisco Nero (Zdena Hurtečakova), cantante e performer
- Sacerdote (Predag Laković)
- Sacerdote (Miki Manojlović)
- Šujka, la nonna (Ljubica Adžović)
- Zare Destanov (Florijan Ajdini), figlio di Matko, promesso sposo di Afrodita, ma innamorato della cameriera Ida
- Zarije Destanov (Zabit Memedov), padrino gitano proprietario di un cementificio

## Realizzazione
Finanziato da un pool di reti televisive europee, è girato in serbo, romaní e bulgaro, nella pellicola spesso sovrapposte, e ha una ambientazione simbiotica tra il fiume Danubio e gli animali e i boschi che circondano le case dei gitani lungo il fiume.
Secondo quanto racconta Kusturica il film doveva essere originariamente un documentario sulla musica gitana intitolato Musika akrobatika, ma durante la lavorazione il regista lo fece diventare un film di fiction.
Il film è ambientato sul fiume Danubio, nei pressi del confine serbo-bulgaro, ed è stato girato per la maggior parte nella località di Taras, in Vojvodina. Le riprese hanno avuto luogo durante due estati, per riuscire ad avere sempre una buona luce in un periodo di eccezionale maltempo.
Realizzato con due direttori della fotografia francesi, il film mostra un netto cambio di stile fotografico rispetto ai film precedenti. Le immagini sono più solari e ricche di colori, stile che verrà mantenuto anche nei film successivi.

## Omaggi a altre opere
In più scene del film il personaggio di Grga Pitić guarda ripetutamente il finale di Casablanca, mentre Ida balla imitando una scena del film Strade di fuoco (1984) di Walter Hill.
Uno dei gangster che accompagna Dadan Karambolo appare costantemente impegnato nella lettura del fumetto italiano Alan Ford, che ha avuto grande successo nei Balcani.
Inoltre in diverse scene appare un maiale, che lentamente divora la carcassa di una Trabant.

## Curiosità
- La canzone Pitbull, presente nel film, ha ispirato il singolo Pitbull Terrier del duo rap sudafricano Die Antwoord.

## Riconoscimenti
- 55ª Mostra internazionale d'arte cinematografica di Venezia
  - Leone d'argento